# Vesnický kostel (Saupsdorf)
Vesnický kostel (německy Dorfkirche Saupsdorf či Evangelisch-Lutherische Kirche Saupsdorf) v Saupsdorfu (místní část velkého okresního města Sebnitz) je dominantní sakrální stavba postavená v letech 1837–1842 v novorománském slohu. Náleží k Evangelicko-luterské církevní obci Sebnitz-Hohnstein a je pravidelně využíván k bohoslužbám.

## Historie
Vesnice Saupsdorf je poprvé zmiňována roku 1445. V této době však neměla vlastní kostel a církevně náležela pod nedaleké město Sebnitz. Když byla roku 1702 zřízena v Hinterhermsdorfu samostatná farnost, přešel Saupsdorf pod zdejší farní úřad. Do této doby se datují první snahy o založení vlastního kostela. Stavba saupsdorského svatostánku však začala až roku 1837. Plány zpracoval drážďanský ředitel vodních staveb Johann Gottlieb Lohse (1797–1880). Stavba samotná byla svěřena staviteli Johannu Nickelovi a tesaři Johannu Adamovi (oba pocházeli ze Saupsdorfu). Vnitřní i vnější malby zpracoval drážďanský malíř Moritz Bellmann. Výstavba trvala pět let a dokončený kostel byl slavnostně vysvěcen 24. října 1842. Celkovou rekonstrukcí prošel (včetně varhan) v letech 1987-1990 a 1998.
Od roku 1999 spravuje saupsdorfský a také hinterhermsdorfský kostel Evangelicko-luterská církevní obec Sebnitz-Hohnstein. Bohoslužby se konají podle aktuálního rozpisu, příležitostně jsou v kostele pořádány koncerty. Stavba je chráněna jako kulturní památka pod číslem 09254613.

## Popis
Jednolodní neorientovaný sálový kostel je novorománský bez pozdějších stavebních úprav. Stojí na obdélném půdorysu, v závěru je doplněn půkruhovou apsidou. Z průčelí vybíhá třípatrová věž, v posledním patře osmiboká. Okna jsou obdélná s půlkruhovým zakončením, v závěru kostela a ve věži sdružená po dvou, v apsidě kruhová. V průčelí jsou umístěny tři obdélné, půlkruhově zakončené dveře. Mezi nimi se nachází pamětní desky s jmény obětí první světové války. Fasáda je hladká, členěná římsami a obloučkovými vlysy. Vrchní dvě patra věže jsou z neomítnutého pískovce.
Vnitřní zařízení kostela nese klasicistní prvky. Pro 14 metrů vysokou síň byly zvoleny světlé barvy. Malovaný kazetový strop je plochý. Na dvouramenné empoře jsou umístěny varhany z roku 1842. Nástroj od Christiana Friedricha Reisse (1796–po roce 1866) z Neugersdorfu má 2 manuály a 14 rejstříků. Masivní dřevěný oltář zdobí krucifix a dva svícny.

## Okolí kostela
Kostel stojí uprostřed zástavby vesnických domů při silnici směřující na Wachberg. Za kostelem se rozkládá podlouhlý hřbitov s empírovou márnicí.

## Galerie

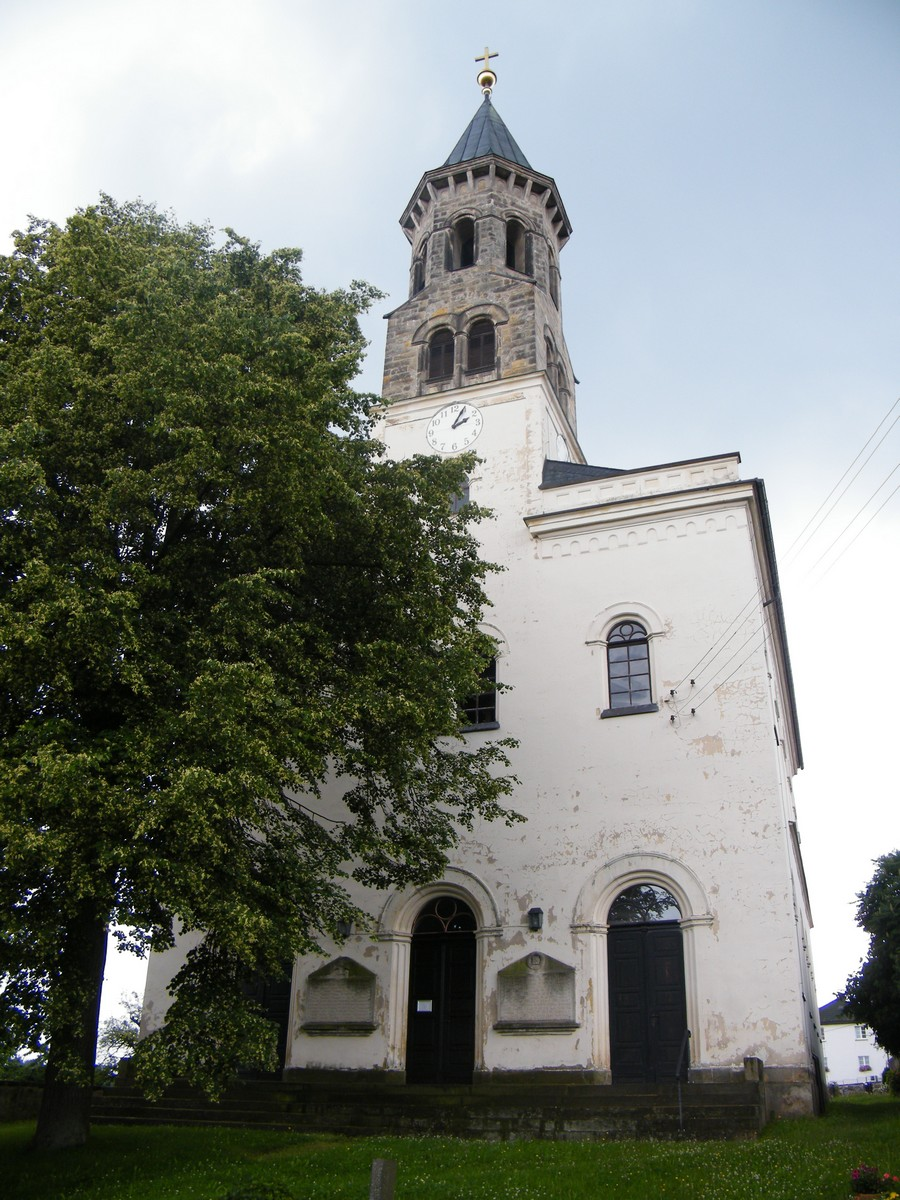
Průčelí kostela
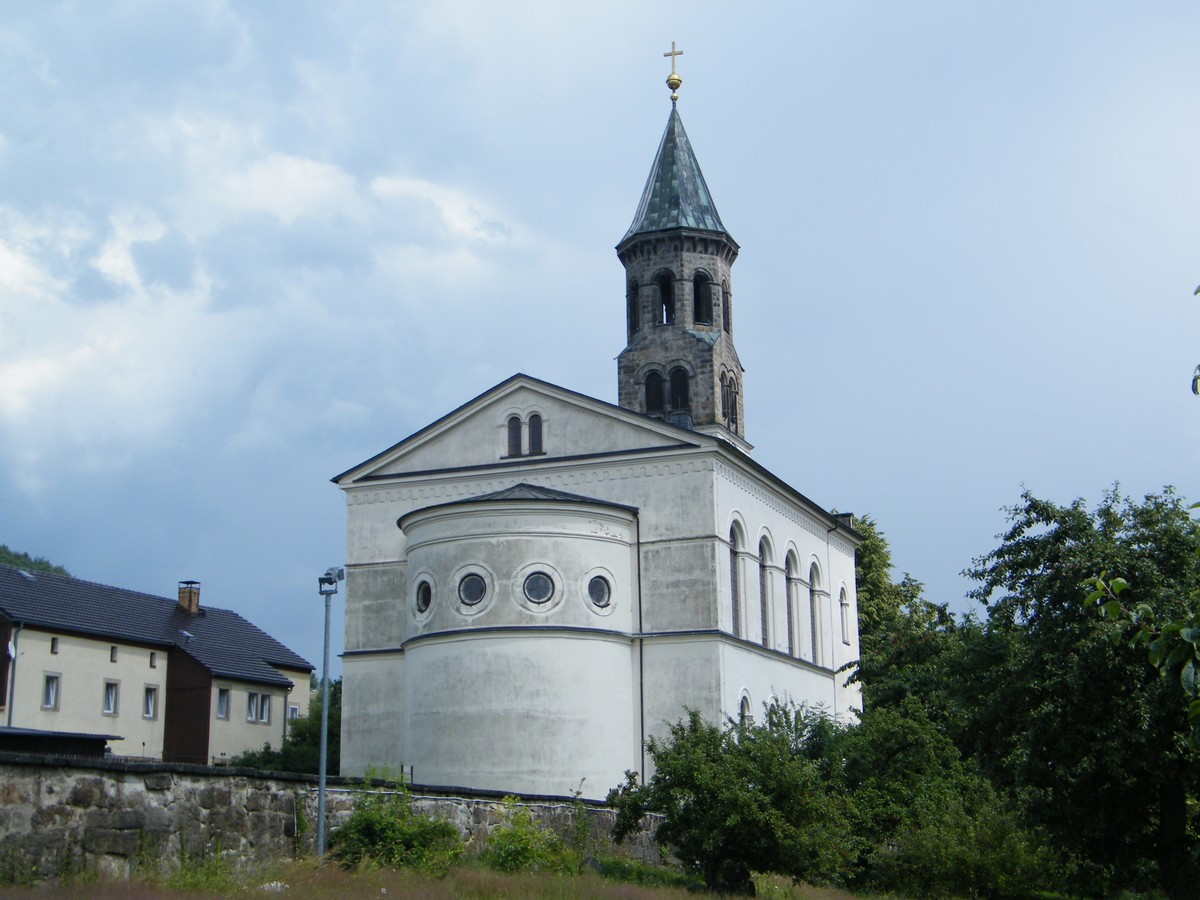
Pohled od západu
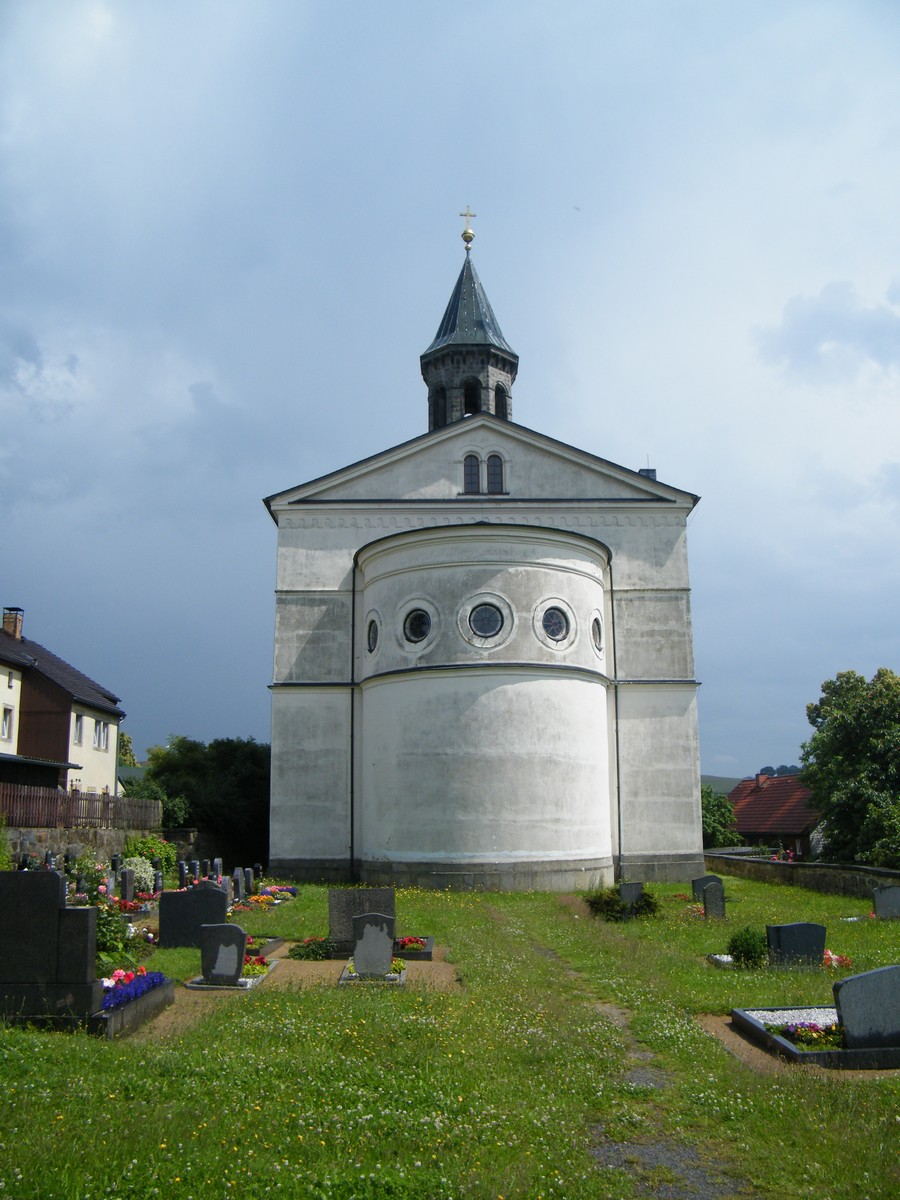
Apsida
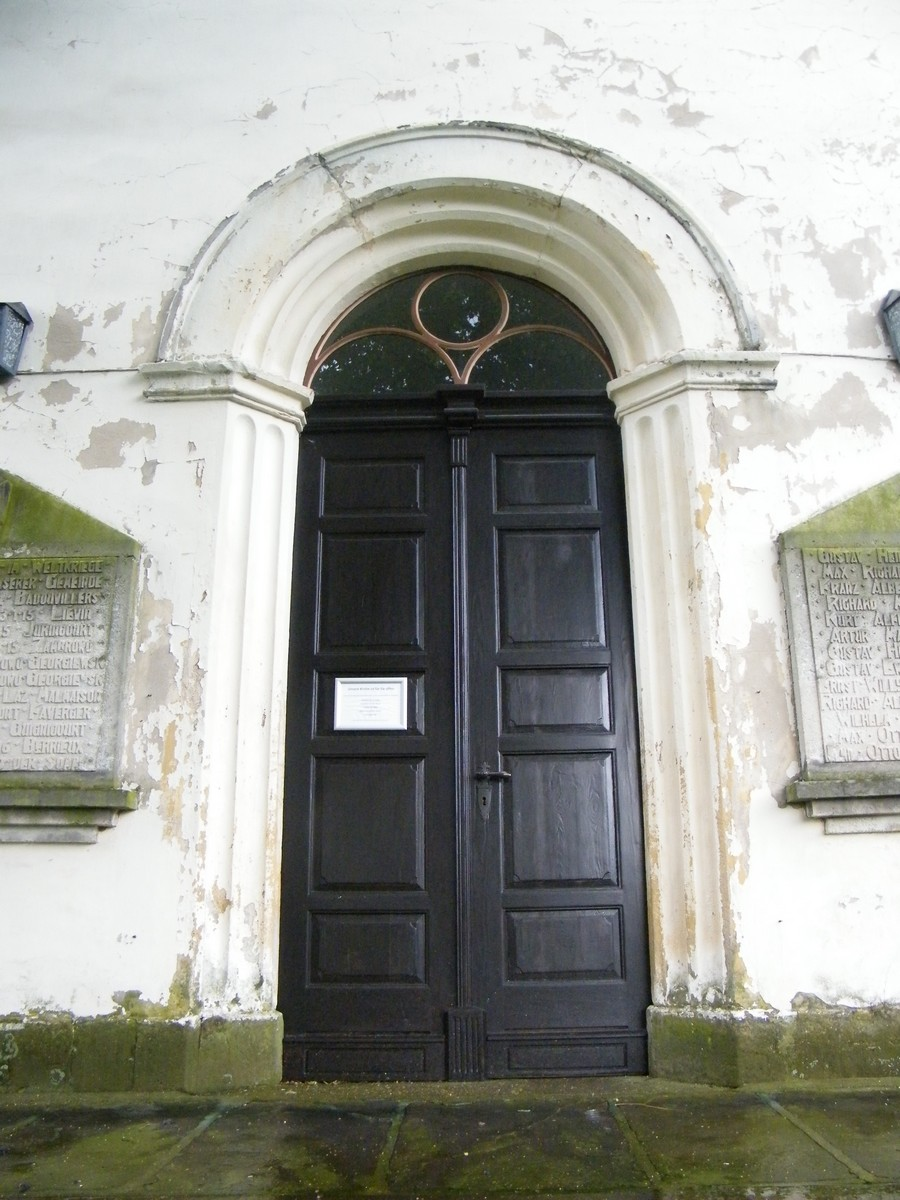
Hlavní vstup
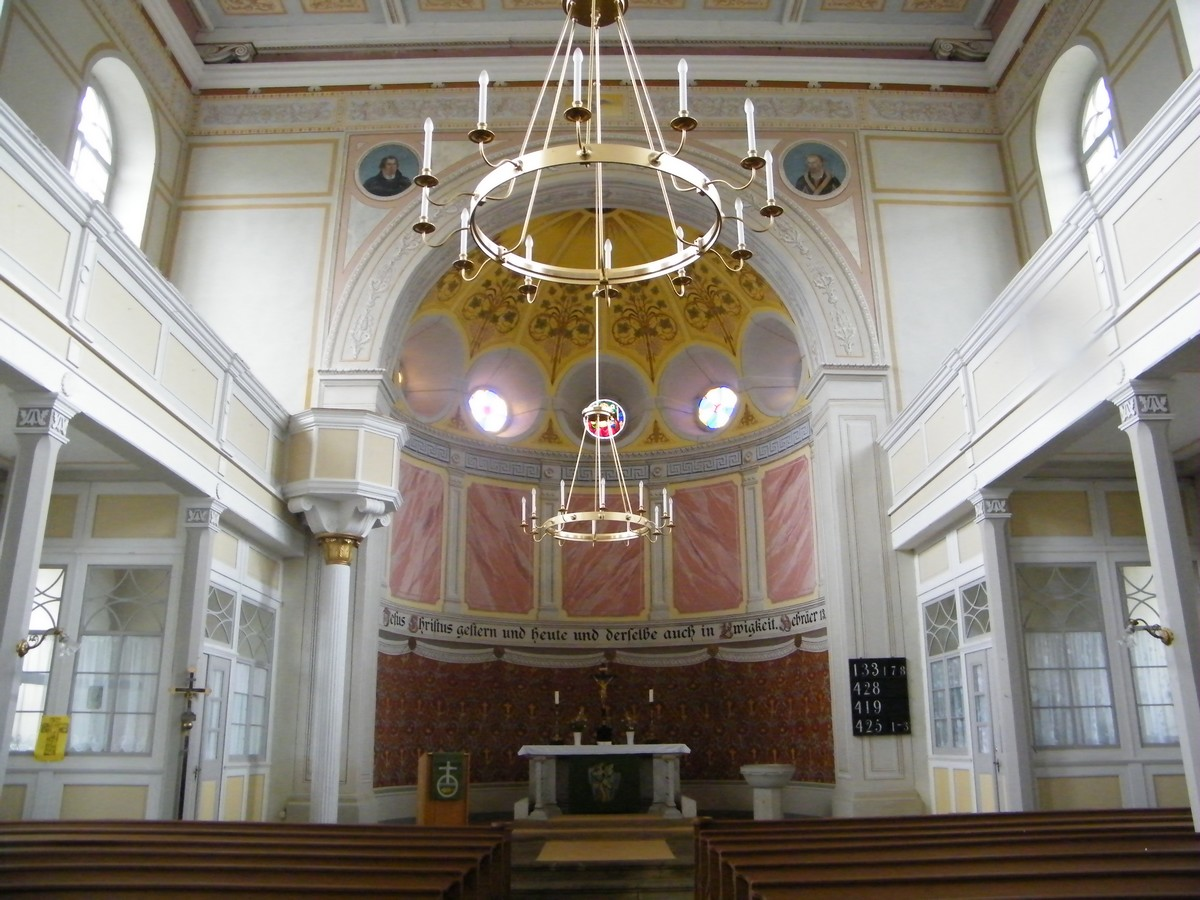
Presbytář
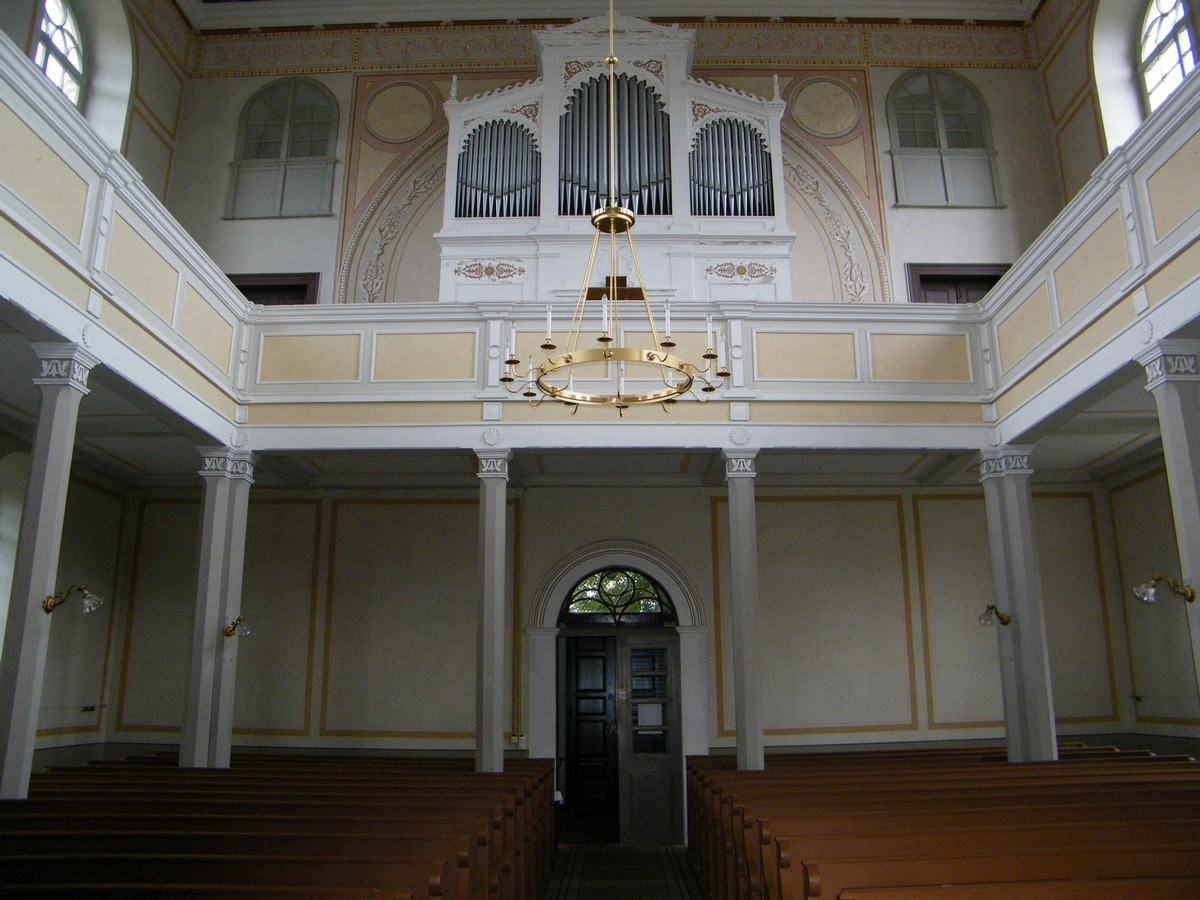
Empora s varhany
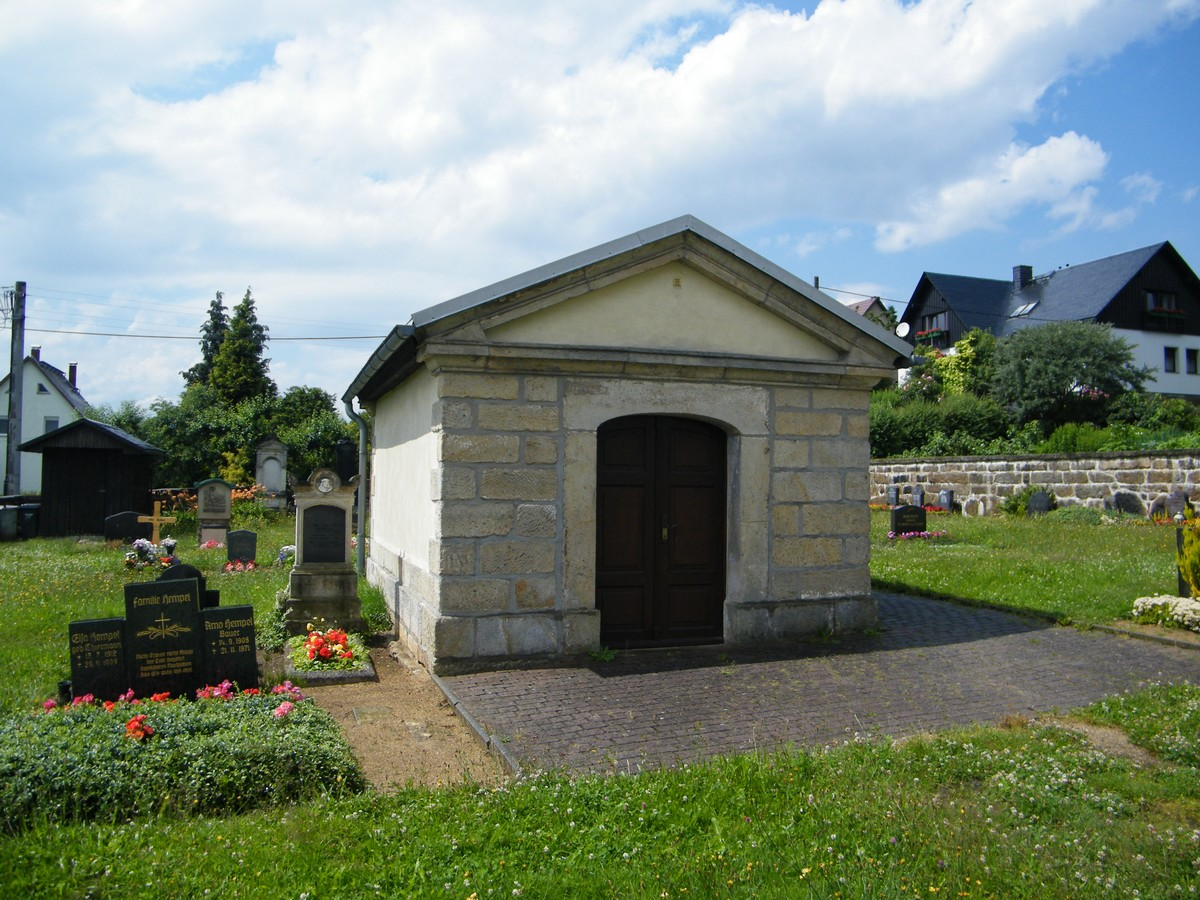
Márnice za kostelem
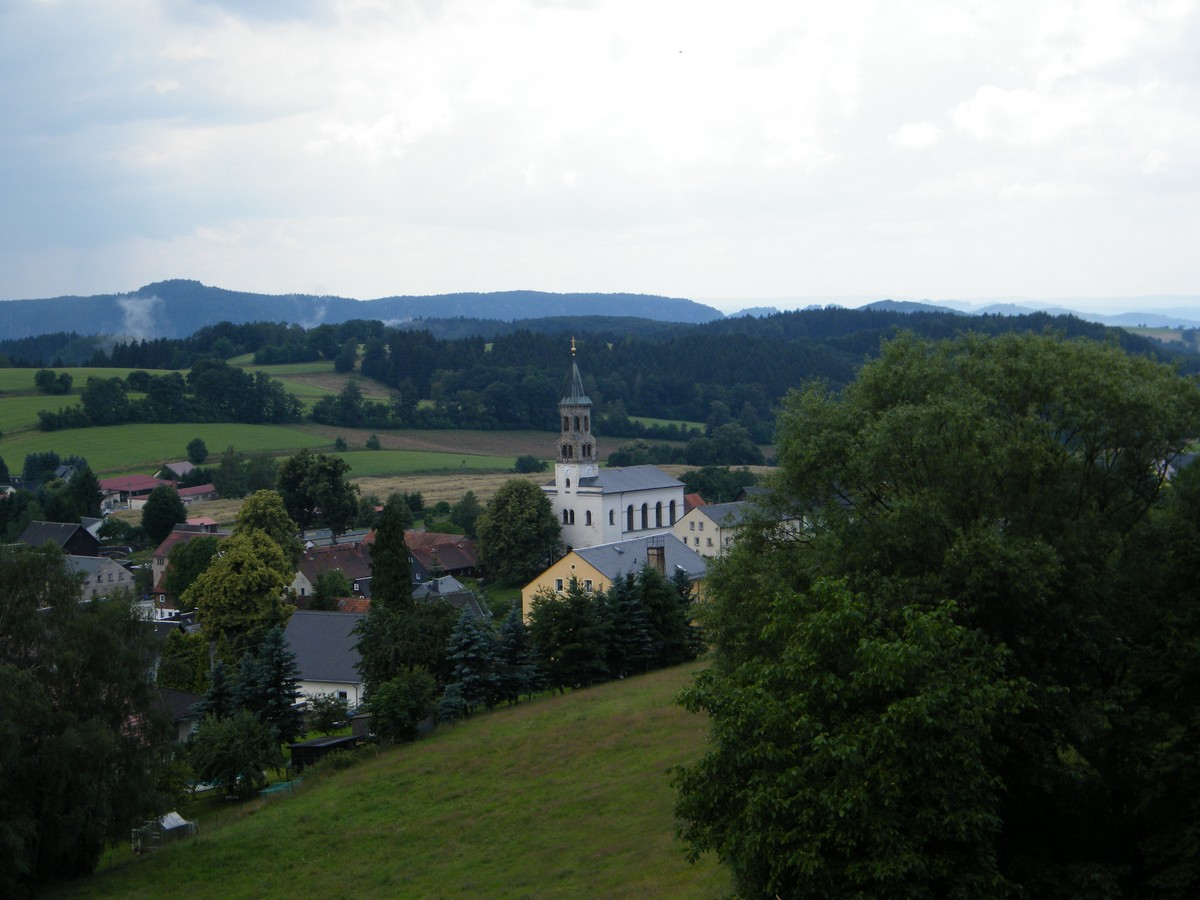
Pohled od Wachbergu